# Franz Hössler
Franz Hössler (ur. 4 lutego 1906, zm. 13 grudnia 1945 w Hameln) – zbrodniarz hitlerowski, Schutzhaftlagerführer w obozach koncentracyjnych Auschwitz-Birkenau, Mittelbau-Dora i Bergen-Belsen;  SS-Hauptsturmführer.
Urodzony w Oberdorfie, z zawodu był fotografem. Był członkiem NSDAP i SS (od 1933). Służbę w obozach koncentracyjnych rozpoczął w Dachau, skąd w czerwcu 1940 przeniesiono go do Auschwitz. Hössler, dzięki gorliwej służbie, awansował w hierarchii obozowego kierownictwa, zostając w lipcu 1943 kierownikiem (Schutzhaftlagerführer) obozu kobiecego w Brzezince. Wielokrotnie brał udział w egzekucjach, m.in. pod osławioną Czarną Ścianą koło Bloku 11. Oprócz tego Hössler był specjalistą od kremacji zwłok ofiar obozu, dopóki nie wybudowano krematoriów w Birkenau. Do jego zadań należało ekshumowanie ciał, a następnie ich palenie na specjalnie przygotowanych rusztach. 7 lutego 1944 przeniesiony do Dachau, skąd powrócił do Auschwitz w połowie czerwca 1944. Po ewakuacji tego obozu początkowo przydzielono go do służby w Mittelbau-Dora (jako Schutzhaftlagerführera), a następnie do Bergen-Belsen, gdzie był kierownikiem obozu.
Po wojnie aresztowali go Brytyjczycy i następnie osądzili w procesie załogi Bergen-Belsen przed Trybunałem Wojskowym w Lüneburgu. Akt oskarżenia obejmował zbrodnie popełnione nie tylko w Bergen-Belsen, ale i w Auschwitz. 17 listopada 1945 Hössler skazany został na karę śmierci przez powieszenie. Wyrok wykonano w grudniu tego roku w więzieniu w Hameln.